# フリーデン (ガンダムシリーズ)
フリーデンは、アニメ『機動新世紀ガンダムX』に登場する、陸上および水上を航行する架空の戦艦である。「フリーデン」 (Frieden) はドイツ語で平和を意味する。

## 艦艇解説
フリーデンは、旧連邦軍が開発したアルプス級の双胴型陸上戦艦をバルチャーが改装した艦である。バルチャーの仕事として、主に旧連邦軍や宇宙革命軍の残したモビルスーツ等の物資の収集や交易などに用いられていた。武装は艦前方左の二連主砲一基のみの艦であったが、これは艦長であるジャミルが交易中心の良心的なバルチャーであることを顕示するためである。ブリッジのある左舷側が居住区となっており右舷側が貨物区画、後部にMSデッキを有し後部ハッチを下に下ろすことでMS発進用のランプとする。
艦長はジャミル・ニート。彼はバルチャーであり、特定の勢力には所属していない。
当初の乗組員は、サラ・タイレル、トニヤ・マーム、キッド・サルサミル、テクス・ファーゼンバーグ、シンゴ・モリなどである。のちにジャミルのニュータイプ探しの旅に加わったガロード・ランとティファ・アディールが、また専属護衛契約を結んだモビルスーツ乗りのウィッツ・スーとロアビィ・ロイも加わった。また、ブリッジクルー・MSパイロット以外にも整備員や医療班などが乗り組んでおり、総乗組員人数は作中では45-50人程度だと文字設定に記されている。
搭載モビルスーツはガロードのガンダムX、ウィッツのガンダムエアマスター、ロアビィのガンダムレオパルド。後にガロードが入手したガンダムダブルエックスが加わる。他に交易物資としてドートレスなどその他のモビルスーツを積み込むこともしばしばあった。
右舷側の胴体の貨物区および艦後部を使用した艦内工場にはキッドがかき集めたジャンクパーツが山積みされており、これを用いて損壊したX、エアマスター、レオパルドをそれぞれガンダムXディバイダー、ガンダムエアマスターバースト、ガンダムレオパルドデストロイに強化している。
フリーデンは新連邦軍が姿を現して以降、これらと幾度も激戦を繰り広げた。その後宇宙革命軍に拉致されたティファを救出するためにガロードが宇宙へバルトーク級巡洋艦で飛び立つ際、これを妨害する新連邦軍の移動要塞に体当たり攻撃を仕掛け大破した。

## フリーデンII
フリーデンII（フリーデンツー）は、同作品に登場する宇宙戦艦。全長173m・全高67m。艦船のクラスとしては中規模の宇宙巡洋艦とLD付属の設定に記されている。元は北米の反新連邦組織が修復を進めていた艦であったが、月面の謎の施設D.O.M.E.にフリーデンクルーが向かう際に、当時北米の反地球連邦組織に所属していたカリス・ノーティラスから託された（正式に組織の手続きを経たものではない為、実質的には強奪・奪取したも同然である。その事についてロアビィが「俺達はバルチャーだから」と開き直っているシーンもある）。
交易をメインとしていたフリーデンと異なり、元から戦闘用として造られているため武装も充実しており、二連装ビーム主砲塔が胴体左右に二基ずつ、艦底部に連装ミサイルランチャーが一基、艦橋近くに対空用のレーザー機銃座を左右三基ずつ、対ビーム防御用として艦首に角状のビーム偏向フィールド発生器（ビーム攻撃の艦橋直撃を避けるためのもの）を装備し、高い戦闘力を有する。実際に原作最終決戦では新連邦と革命軍の両軍を相手に単艦で戦い抜く活躍を見せた。艦尾中央にMS発進用ハッチを有する。
カリスにより「フリーデン」と命名され、作中では一貫して「フリーデン」の名で呼ばれ続け「フリーデンII」と呼ばれることはなかった。しかし、最終話エピローグにて、キッドたちが開業した修理工場が「FREEDEN III（フリーデンIII）」と名づけられていることから「フリーデンII」が正式名称であることは間違いない。尚、漫画版では「フリーデンII」の名で呼ばれた。
搭載モビルスーツは旧フリーデン時代のガンダム各機に加え、カリスのベルティゴ、エニル・エルのジェニスカスタム。さらにパーラ・シスの戦闘機Gファルコンも搭載されている。